# Gýmeš
Gýmeš je zřícenina středověkého slovenského hradu na křemencovém vrchu Dúň (514 m n. m.) na jižním výběžku pohoří Tribeč asi pět kilometrů severně od obce Jelenec v okrese Nitra.

## Historie
Hrad dal postavit pravděpodobně v letech 1253–1270 Andrej, zakladatel rodu Forgáčů na místě staršího hradiště, které předtím daroval král Ondřej II. jeho otci Ivankovi. Nejstarší jádro vymezovalo raně gotické opevnění, které uzavíralo trojúhelníkovité nádvoří. Na jeho jižní straně se nacházela hranolovitá věž s obytnou i obrannou funkcí. Koncem 13. století postavili další věž, mezi nimi pak hradní palác. Přibližně v této podobě přetrval až do 15. století. Pravděpodobně roku 1303 zemřel Tomáš II. Forgáč, vlastník hradu, čehož využil Matúš Čák Trenčanský a hrad dobyl; Tomášovy dva bratry, Ivanku II. a Andreje II. nechal popravit. Trvalo deset let, než jej v roce 1312 vydobyl Karel Robert z Anjou. Zpět do rukou Forgáčů se dostal v roce 1386, poté co Blažej Forgáč na žádost královny Marie zabil jejího protivníka Karla Malého z Anjou a panství dostal jako odměnu. Hrad byl poté na dlouhá staletí sídlem Forgáčů a centrem panství Gýmeš (maďarský název pro Jelenec).
V 15. a 16. století došlo k dalšímu rozvoji: vybudovány byly nové paláce, rozsáhlé opevnění, při vstupu do hradu velká lichoběžníková a menší válcovitá věž. Zvýšené poplatky a daně vedly v roce 1610 ke vzpouře poddaných, která byla krutě potlačena. Na podzim roku 1663, po pádu Nových Zámků, vtrhli Turci do této oblasti a hrad i okolní obce zničili. Při následné obnově hradu bylo na jižní, nejvíce ohrožené straně, vybudováno nové opevnění s dělovými baštami. Gýmeš byl jedním z mála hradů, kde stavební práce probíhaly ještě v 18. století. V tomto období byl gotický palác přeměněn na rodovou kryptu Forgáčů s kaplí. Forgáčové se však v průběhu 18. století přestěhovali do zámku v obci. Hrad byl opuštěn definitivně v první třetině 19. století, k jeho rozpadu přispěl požár a poté byly železné konstrukce použity ke stavbě cukrovaru ve vesnici Jelenec.

## Stavební podoba
Původně byl hrad zbudován v pozdně románském stylu, na skalnatém výběžku Tribeče. Siluetu hradní zříceniny modelují tvary zachovalých částí zdiva opevnění a konstrukcí hradních budov. Zachovala se řada zaklenutých prostor, otvory oken a vstupů si na více místech dochovaly kamenné obruby, čitelná je pozdně barokní architektura hradní kaple, kde jsou viditelné pilastry a kamenné římsy, které dříve nesly klenby. Nedošlo bohužel prozatím k odbornému zakonzervování zbytků stavby. Vzrostlé stromy byly částečně odstraněny.